# Cratere Plana
Plana è un cratere lunare di 42,97 km situato nella parte nord-orientale della faccia visibile della Luna.
Il cratere è dedicato all'astronomo e matematico italiano Giovanni Antonio Amedeo Plana.